# Simandres
Simandres è un comune francese di 1 622 abitanti situato nel dipartimento del Rodano della regione Alvernia-Rodano-Alpi.

## Società

### Evoluzione demografica
Abitanti censiti
Website: http://www.simandres.fr/